# 31466 Abualhassan
31466 Abualhassan è un asteroide della fascia principale. Scoperto nel 1999, presenta un'orbita caratterizzata da un semiasse maggiore pari a 2,3976703 UA e da un'eccentricità di 0,1299681, inclinata di 3,16883° rispetto all'eclittica.